# Al'kesh
Este artículo pertenece al universo de ficción de la serie televisiva Stargate SG-1.
Al'kesh
El Al'kesh es una potente nave espacial Goa'uld, de producción a gran escala por los Señores del Sistema, utilizada principalmente como bombardeos y para transporte de tropas Jaffa (Stargate) (alrededor de 50 a 100 por nave), para lo cual utiliza los Anillos de transporte Goa'uld.

## Datos técnicos

### Armas
Su armamento consta de dos armas principales: dos cañones de energía para combate aire-aire, que se encuentran en una torre rebatible debajo del vientre de la nave; y dos lanzadores de bombas de energía para realizar bombardeos, que tienen el suficiente poder de penetración como para derribar túneles Tok'ra.

### Motores
Los motores subluz pueden alcanzar grandes velocidades y le dan a la nave mucha maniobrabilidad en vuelo, bastante para atacar un Ha'tak y para evadir su fuego. También están incorporadas con motores hyperspaciales, más potentes que los de un Tel'tak.

### Otras Tecnologías
El Al'kesh está equipado con Anillos de transporte que permiten descargar tropas en las superficies de los planetas, para un rápido despliegue de Jaffas.
También puede llevar un dispositivo de camuflaje para hacerse invisible a los sensores, útiles para misiones de espionaje.
- Datos: Q17489195